# Calotes rouxii
Calotes rouxii е вид влечуго от семейство Агамови (Agamidae). Видът не е застрашен от изчезване.

## Разпространение и местообитание
Разпространен е в Индия (Андхра Прадеш, Гоа, Гуджарат, Карнатака, Керала, Мадхя Прадеш, Махаращра, Ориса и Тамил Наду).
Обитава гористи местности, поляни и храсталаци в райони с тропически климат.

## Описание
Популацията на вида е стабилна.